# Weserstadion
Il Weserstadion è lo stadio principale della città di Brema, e può contenere 42.100 spettatori; ospita le partite casalinghe della squadra di calcio locale, il Werder Brema.

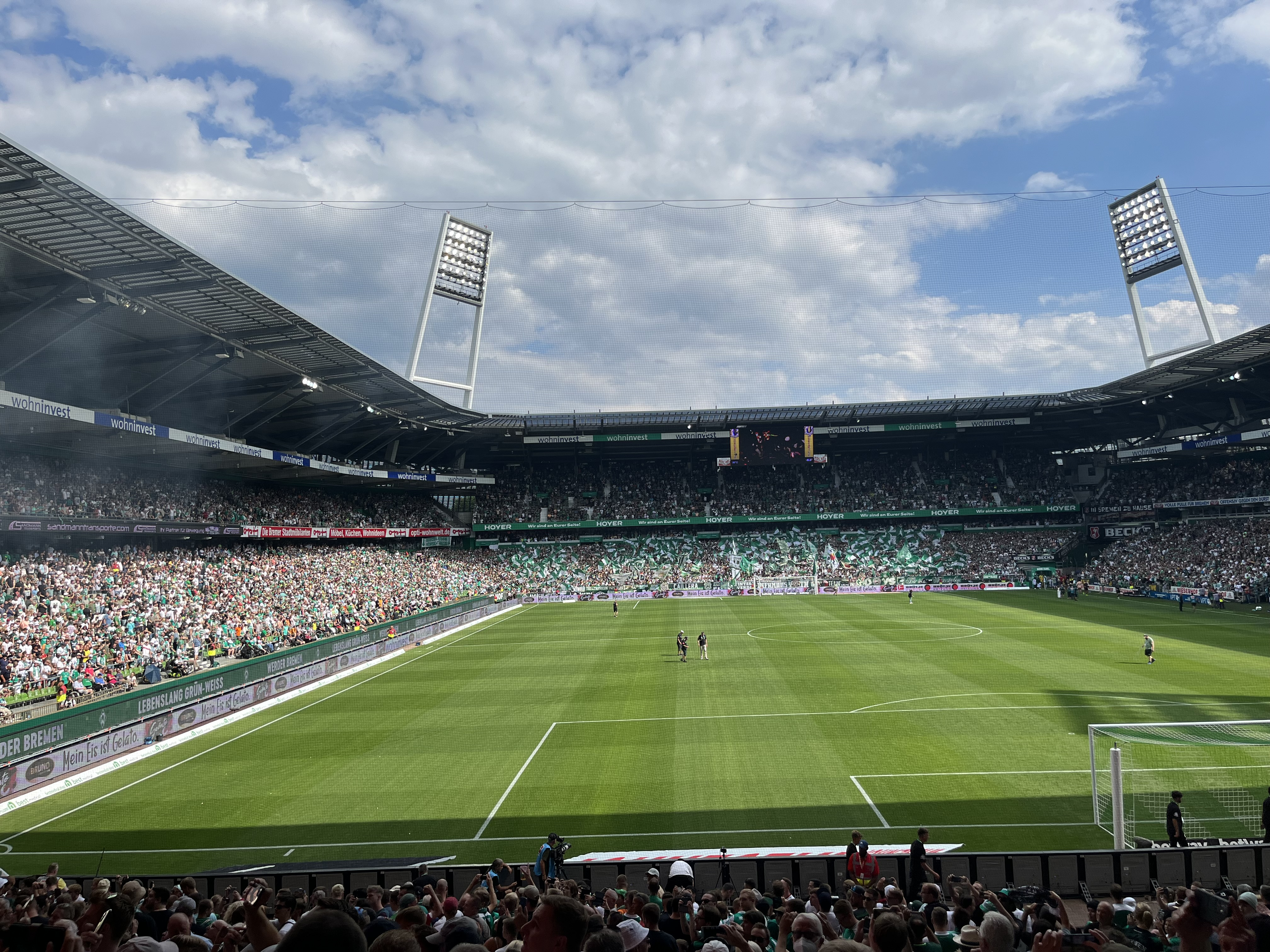
Lo stadio nell'estate 2022 prima di una partita di campionato tra Werder Brema e VfB Stoccarda

L'impianto è stato costruito nel 1909 e più volte rimodernato; prende il nome dal fiume Weser, vicino al quale è costruito. Dopo che la DFB aveva rigettato la richiesta della municipalità di Brema riguardo alla possibilità di ospitare alcune partite del mondiale 2006, si è deciso di optare per un profondo restauro dell'infrastruttura, al fine di rimodernarla, seguendo i nuovi principi ecologici (come l'installazione di numerosi pannelli fotovoltaici), ed equipararla ai nuovi standard in fatto di stadi di calcio, iniziando dal rimuovere lo spazio tra le tribune e il campo da gioco. Dalla stagione 2019-2020 lo stadio assume la denominazione di Wohninvest Weserstadion, grazie all'accordo decennale con lo sponsor Wohninvest, una società immobiliare commerciale di Fellbach, vicino a Stoccarda. Curiosamente nessuna delle squadre italiane è mai riuscita a vincere a Brema nelle 15 partite disputate e valide per le coppe europee. Il bilancio è infatti di 6 pareggi e 9 sconfitte.